# Demokrácia (hetilap)
Demokrácia magyar, román és német nyelven Temesvárt megjelent társadalmi hetilap 1925-1926-ban.
Renovich Alfréd adta ki, felelős szerkesztője Trauer Olivér. Hasábjain a bánsági magyar írók közül Asztalos Sándor, Bach Gyula, idősb Kubán Endre, Stepper Vilmos szerepelt.